# كفر طهرمس
كفر طهرمس هي شياخة سكنية شعبية، تقع في حي بولاق الدكرور لمحافظة الجيزة.

## معالم
تتواجد فيها موقف للمواصلات إلى أغلب الأماكن مثل مترو الأنفاق والهرم وفيصل والدائري (الهرم). وتعتبر منفذاً لجميع المناطق والقرى مثل صفط اللبن والمنشية وشارع فيصل و شياخة كفر طهرمس تابعة ل حي بولاق الدكرور بالجيزة.